# Mario Livio
Mario Livio (sinh năm 1945) là một nhà thiên văn học và là tác giả của những công trình phổ biến khoa học và toán học. Ông hiện là một nhà thiên văn tại Viện Khoa học Kính thiên văn vũ trụ, hiện điều khiển Kính viễn vọng không gian Hubble. Ông có lẽ được biết đến nhiều nhất với cuốn sách của mình về số vô tỷ phi: Tỷ lệ vàng: Câu chuyện của Phi, con số gây nhạc nhiên nhất trên toàn thế giới (2002). Cuốn sách này đã đoạt giải Peano và giải Pythagoras International với tư cách cuốn sách phổ biến về toán học.

## Các tác phẩm
- The Accelerating Universe: Infinite Expansion, the Cosmological Constant, and the Beauty of the Cosmos, John Wiley 2000, ISBN 0-471-39976-0
- The Golden Ratio: The Story of Phi, the World's Most Astonishing Number, Broadway Books 2002, ISBN 0-7679-0815-5
- The Equation That Couldn't Be Solved: How Mathematical Genius Discovered the Language of Symmetry, Souvenir Press 2006, ISBN 0-285-63743-6
- Is God a Mathematician?, Simon & Schuster 2009, ISBN 978-0-7432-9405-8
- Brilliant Blunders, Simon & Schuster 2013, ISBN 9781439192375
- Why? What Makes Us Curious. Simon & Schuster. 2017. ISBN 978-1476792095.[1]